# Prosciurillus rosenbergii
Prosciurillus rosenbergii е вид бозайник от семейство Катерицови (Sciuridae).

## Разпространение
Видът е разпространен в Индонезия.